# Susanne Becker (Fußballspielerin)
Susanne Becker (* 4. September 1971) ist eine ehemalige deutsche Fußballtorhüterin.

## Karriere

### Beginn
Becker spielte im Alter von 20 Jahren das erste Mal im Seniorinnenbereich für die SG Praunheim. Sie kam von 1991 bis 1994 in der Gruppe Süd der seinerzeit zweigleisigen Bundesliga in 51 Punktspielen zum Einsatz. Ihr Debüt erfolgte zum Saisonstart am 25. August 1991 im torlos gebliebenen Heimspiel gegen den VfR 09 Saarbrücken. Am 31. Mai 1992 (21. Spieltag) gelang ihr in ihrem 16. und letzten Saisonspiel beim 2:1-Sieg im Heimspiel gegen den Liganeuling TSV Ludwigsburg ein Tor. In den folgenden beiden Saisonen wurde sie 17 und 18 Mal im Tor eingesetzt.
Von 1994 bis 1997 spielte sie für den Ligakonkurrenten SC Klinge Seckach – insgesamt 36 Mal. In ihrer letzten Saison 1997/98, der zugleich ersten ohne in den Gruppen Nord und Süd ausgespielten, kam sie in weiteren 14 Punktspielen zum Zuge; dennoch stieg ihre Mannschaft als Vorletzter von zwölf teilnehmenden Mannschaften eine Spielklasse tiefer ab. Höhepunkt während ihrer Vereinszugehörigkeit war das Mitwirken im Finale um den Vereinspokal am 25. Mai 1996 im Olympiastadion Berlin, das ihre Mannschaft erreicht hatte. Vor 40.000 Zuschauern – als Vorspiel zum Männerfinale – wurde dieses mit 1:2 gegen den FSV Frankfurt verloren.
Zur Saison 2009/10 trat sie für den Zweitligisten SC Sand in Erscheinung, dem sie bis zum Saisonende 2010/11 angehörte. In ihrer ersten Saison spielte sie lediglich zum Saisonstart am 20. September 2009 beim 1:1-Unentschieden im Heimspiel gegen den Liganeuling 1. FC Köln und gegen den FF USV Jena bei der 0:5-Niederlage in der 2. Runde des DFB-Pokalwettbewerbs. In der Abstiegssaison wurde sie neunmal eingesetzt.

## Erfolge
- DFB-Pokal-Finalist 1996